# Fujiwara no Umakai
Fujiwara no Umakai (藤原 宇合?   694 – 7 de septiembre, 737) hombre de estado, poeta, general y político del periodo Nara. Era el tercer hijo de Fujiwara no Fuhito y fundó la rama de Shikike ("Casa de ceremonias") del clan de Fujiwara.
Fue diplomático con la emperatriz Genshō; y fue ministro durante el reinado del emperador Shōmu. En la corte imperial, Umakai era el jefe de protocolo ( Shikibu-kyō).
- 716 (Reiki 2): Junto con Tajihi no Agatamori (多治比縣守?), Abe no Yasumaro (阿倍安麻呂?) y Ōtomo no Yamamori (大伴山守?), Umakai es nombrado miembro de la misión diplomática a la China de la dinastía Tang en 717 - 718.[2] Kibi no Makibi y el monje budista Genbō también eran parte del grupo.[4]

- 724 (Jinki 1, 1er mes): Umakai lideró un ejército contra los emishi;[5] pero esta campaña militar terminó siendo considerada un fracaso.[6]

- 729 (Tenpyō 1): El emperador le permitió armar un ejército a Umakai con la intención de acabar con una rebelión, pero la situación terminó siendo pacificada antes de tiempo y no hubo necesidad de una intervención militar.[7]

- 737 (Tenpyō 9): Umakai muere a la edad de 44 años.[8] Una epidemia de viruela causó la muerte de Umakai y sus tres hermanos.[9]

## Genealogía
Este miembro del clan Fujiwara era hijo de Fujiwara no Fuhito. Umakai tenía tres hermanos: Fujiwara no Muchimaro, Fujiwara no Fusasaki y Fujiwara no Maro. Estos cuatro hermanos son conocidos por haber establecido las "cuatro casas" de los Fujiwara.
Los hijos de Umakai eran: 
- Fujiwara no Hirotsugu (? - 740)[11]
- Fujiwara no Yoshitsugu (716 - 777)
- Fujiwara no Momokawa (732 - 779)[12]
- Fujiwara Kiyonari (716 - 777)
- Fujiwara no Tamaro (722 - 783)
- Fujiwara no Kurajimaro (734 - 775)